# آرژینین
آرژنین (به انگلیسی: Arginine) یکی از بیست اسید آمینه‌ٔ اصلی یاخته‌های زنده است که در بدن انسان نوعی اسید آمینه نیمه ضروری به شمار می‌رود. آرژنین از یک گروه α-آمینو، یک گروه α-کربوکسیلیک اسید و یک زنجیرهٔ کناری متشکل از یک زنجیره مستقیم آلیفاتیک سه کربنی در گروه گوانیدین ساخته شده‌است.
ال‌آرژنین و دی‌آرژنین اشکال طبیعی (ایزومرهای) رایج این نوع اسید آمینه هستند. آرژنین دارای کدهای ژنتیکی به وسیلهٔ کدون‌هایی با توالی CGC, CGA, CGG AGA و AGG است. عدم استقرار بار در گروه گوانیدینوم باعث می‌شود که آرژنین pKa=۱۲٫۴۸ داشته باشد و این عدم استقرار بار خواص شیمیایی مختلف را به آن می‌دهد.
مقداری از آرژنین در بدن انسان متناسب با تقاضا از گلوتامین و سیترولین تولید می‌شود اما در عین حال مقادیر مورد نیازی نیز باید از طریق غذاهای پروتئینی تأمین شود؛ به همین دلیل در دسته آمینو اسیدهای نیمه ضروری طبقه‌بندی می‌شود. آرژنین در بدن به عنوان پیش ساز نیتریک اکسید عمل می‌کند و تأثیر بسیاری بر چرخه نیتریک اسید در بدن دارد.

## موارد مصرف
به نظر می‌رسد آرژنین برای کاهش و تحمل علائم بیماری آنژین و بهبود کیفیت زندگی افراد مبتلا به آن مؤثر باشد. مصرف خوراکی روزانه دست‌کم ۵ میلی‌گرم آرژنین یا دوزهای بالاتر آن به بهبود اختلال نعوظ در مردان کمک کرده و مصرف غذاهای دریایی حاوی آن نیز موجب اثربخشی بهتر آن می‌شود. همچنین شواهدی وجود دارد که مصرف آن می‌تواند باعث کاهش فشار خون در افراد دارای فشار خون بالا و نیز زنان مبتلا به پره‌اکلامپسی شود. تحقیقات نشان می دهد که مصرف ال-آرژنین از طریق خوراکی یا تزریق داخل وریدی تا ۸ هفته باعث افزایش جریان خون در افراد مبتلا به بیماری شریانی محیطی می شود.
آرژنین باعث خنثی شدن رادیکال های آزاد شده و با این عمل از روند تخریب پوست و اندام ها می کاهد و از طرفی دیگر باعث تقویت سیستم ایمنی و افزایش استقامت بدنی نیز می گردد.آرژنین در هنگام سرماخوردگی و یا در زمان هایی که تحت استرس هستید کمک زیادی به شما خواهد کرد.

## برخی از اثرات و خواص
- دخالت در سنتز و ساخت نیتریک اکسید NO (مسئول گشادی عروق و وازودیلاتاسیون)
- گسترش و بهبود سیستم ایمنی بدن
- کاهش زمان ترمیم زخم و جراحات
- تسریع زمان ترمیم و بهبود بافت‌های آسیب دیده
- کاهش ریسک بیماری‌های قلبی
- افزایش توده و حجم عضلانی
- کاهش بافت آدیپوز چربی بدن و کمک به کاهش وزن
- کمک به افزایش حساسیت و عملکرد انسولین
- کمک به کاهش فشار خون
- افزایش بارورسازی مردان و زنان، افزایش تولید اسپرم
- افزایش توانایی دستگاه تولید مثل
- افزایش اثرات و کارایی بدنسازی
- تحریک ترشح هورمون رشد و در نتیجه افزایش قد در کودکان

برای راهنمایی بیشتر با پزشک مشورت کنید.

## عوارض جانبی

### هنگام مصرف خوراکی مكمل آرژنين:
قرص آرژنین احتمالاً برای اکثر افراد هنگام مصرف کوتاه مدت ایمن است. اما ممکن است عوارض جانبی‌ای از جمله درد شکم، تورم شکم، اسهال و کاهش فشار خون ایجاد کند.

### هنگام استفاده از روی پوست:
مكمل آرژنين احتمالاً برای اکثر افراد هنگام استفاده کوتاه مدت از روی پوست ایمن است.
همچنین احتمالاً برای استفاده کوتاه مدت در خمیر دندان ایمن است.

### هنگام تنفس:
مكمل آرژنين احتمالاً برای اکثر افراد هنگام استفاده کوتاه مدت از روش تنفسی نیز ایمن است.

## خصوصیات
آرژینین با تقویت عملکرد دفاعی بدن، رشد تومورها و پیشرفت سرطان را به تأخیر می‌اندازد. این اسید آمینه اندازه و فعالیت غده تیموس را، که تولید لنفوسیتهای T (سلولهای T) را بر عهده دارد، افزایش می‌دهد. برای افراد مبتلا به ایدز و بیماریهای بدخیمی که کار دستگاه دفاعی بدن را مختل می‌سازند، مفید است. این اسید برای درمان اختلالهای کبد نظیر سیروز کبد و تجمع چربی در کبد (کبد چرب) سودمند می‌باشد. آرژینین با خنثی کردن آمونیاک، به سم زدایی کبد کمک می‌کند. مایع منی دارای آرژینین است. مطالعات نشان می‌دهد که ممکن است به علت کمبود آرژینین، بلوغ جنسی به تأخیر افتد. آرژینین برای درمان عقیمی مردان مفید می‌باشد. این اسید با غلظت بالایی در پوست و بافتهای پیوندی یافت می‌شود و برای درمان و ترمیم بافت آسیب دیده مفید است. وجود آن برای سوخت و ساز ماهیچه‌ها ضروری است. این ماده در حمل و ذخیره‌سازی نیتروژن به صورت یک ناقل عمل می‌کند و از این طریق برای حفظ تعادل صحیح نیتروژن مفید می‌باشد، و در دفع نیتروژن اضافی نیز نقش دارد. این اسید آمینه در کاهش وزن مؤثر است، زیرا به افزایش حجم ماهیچه‌ها و کاهش چربیهای بدن کمک می‌کند. این اسید آمینه بر تعدادی از آنزیمها و هورمونها نیز تأثیر می‌گذارد. آرژینین، لوز المعده را تحریک می‌کند تا انسولین را، که جزئی از داروی وازوپرسین می‌باشد، آزاد نماید؛ و به آزاد شدن هورمونهای رشد نیز کمک می‌کند. چون آرژینین جزئی از کلاژن است و در ساختن استخوانهای جدید و سلولهای لیگامنت کمک می‌کند، به همین دلیل برای درمان آرتریت و اختلالهای بافت پیوندی مفید می‌باشد. بافت جوشگاهی که در طول بهبودی زخمها تشکیل می‌شود، از کلاژن، که سرشار از آرژینین می‌باشد، درست شده‌است. هنگامی که آرژینین به مقدار کافی در بدن موجود نباشد، به تعدادی از فعالیتهای بدن، از جمله تولید انسولین، تحمل گلوکز، و سوخت و ساز لیپید کبد، آسیب می‌رسد. این اسید آمینه می‌تواند در بدن تولید شود، با وجود این، سرعت تولید این ماده در نوزادان به اندازه ای نیست تا نیازهای آنها را برآورده سازد.

## مواد خوراکی حاوی آرژینین
خرنوب، شکلات، نارگیل، لبنیات، ژلاتین، گوشت قرمز،  جو دوسر، بادام زمینی، سویا، گردو، آرد سفید، گندم و جوانه گندم.